# Accelerate
Albums de R.E.M.
Around the Sun
(2004) Live at The Olympia in Dublin
(2009)
Accelerate est le quatorzième album studio du groupe de rock américain R.E.M., paru le 31 mars 2008 en Europe, et le 1er avril aux États-Unis. Produit avec Jacknife Lee, Accelerate a été conçu comme une réaction à l'album précédent plutôt mal accueilli Around the Sun (2004). R.E.M. avait répété plusieurs des titres de l'album pendant cinq soirées à l'Olympia Theatre de Dublin en Irlande, et a enregistré l'album en neuf semaines. Le premier single extrait de l'album Supernatural Superserious est sorti en février 2008. Michael Stipe a confirmé que Hollow Man serait le second.

## Contexte et enregistrement
L'album précédent Around the Sun (2004), fut un échec commercial pour le groupe, se vendant à 300 000 exemplaires au Royaume-Uni et 240 000 aux États-Unis, rencontrant des critiques négatives. Les membres du groupe ont plus tard exprimé leur déception avec cet album. Le guitariste Peter Buck a déclaré au magazine Q, "Personnellement je l'ai détesté.[rapidement] Non, "détesté" est exagéré. J'ai détesté le fait qu'il n'était pas aussi bon qu'il aurait dû." Buck a admis que le groupe ressentait la pression de devoir faire un meilleur disque ; il a déclaré à Q, "Même Michael [Stipe] disait : "Vous savez, si on fait un autre mauvais disque, c'est fini." C'était vraiment "Sans déconner""
Buck et le bassiste Mike Mills ont commencé à travailler sur des démos instrumentales durant l'hiver 2007, accompagné par les membres de tournée Bill Rieflin (batterie) et Scott McCaughey (guitare). Les musiques qu'ils ont composées étaient plus rapides et plus agressives que la plupart de ce qu'ils avaient produit depuis plusieurs années. Mills a suggéré que le groupe travaille ses nouvelles chansons dans le cadre d'un concert avant de les enregistrer, comme ils le faisaient à leurs débuts. Du 30 juin au 5 juillet 2007, R.E.M. joue une série de cinq concerts à l'Olympia Theatre de Dublin. Durant cette série de concerts - baptisés ""working rehearsals" (répétitions de travail) par le groupe - plusieurs chansons de Accelerate ont fait leurs débuts, nombre d'entre elles étant encore à l'état d'ébauches.
Sur la demande insistante de The Edge de U2, R.E.M. choisit d'enregistrer l'album avec le producteur Jacknife Lee. Après les concerts à l'Olympia Theatre, R.E.M. planifie trois sessions de trois semaines d'enregistrement dans trois villes différentes pour rester concentré sur leur objectif. Ce planning d'enregistrement très serré évite à Stipe de passer trop de temps à travailler sur ses paroles et sur ses vocaux. Stipe a déclaré au magazine Spin, "Je travaille vraiment bien sous pression, et les gars le savent très bien [...] Du coup, ce rythme m'a obligé à cracher tout ça rapidement." Le groupe a ensuite mixé l'album dans un studio de Londres en dix jours. À propos de cette manière d'enregistrer, Stipe a déclaré : "Nous avons passé moins de temps à faire ce disque que l'on ne l'avait fait depuis 20 ans.".

## Musique
R.E.M. avait refusé de décrire le style de leur nouvel album pour ne pas créer de faux espoirs. Le nouveau matériel composant les concerts de Dublin démontrait une approche plus brute, basée sur la guitare, que le son des précédentes réalisations du groupe, et Mike Mills a indiqué que le son de ces concerts donnait une bonne indication de la direction suivie par le groupe. Stipe a dit que ses paroles sur Accelerate étaient inspirées par l'état actuel de la nation "Quand l'empire s'effondre, c'est facile d'écrire de bonnes chansons énervées."

## Promotion et parution
Le 1er janvier 2008, R.E.M. lance le site NinetyNights.com, sur lequel un nouveau petit clip vidéo de Accelerate est posté quotidiennement jusqu'à la date de sortie de l'album. En février, R.E.M. lance le site supernaturalsuperserious.com avec onze vidéos pour promouvoir le single. Une semaine après, un site consacré à l'album est également mis en ligne : remaccelerate.com.
Fin mars 2008, le groupe autorise la sortie d' Accelerate sous la forme de streams sur le site iLike, six jours avant la sortie physique de l'album aux États-Unis en avril. Michael Stipe a déclaré que R.E.M. voulait expérimenter avec ce type de distribution, au vu des changements apparus dans l'industrie du disque depuis la sortie d' Around the Sun. Une édition limitée de l'album est sortie parallèlement à l'édition standard. Elle comprend un DVD avec le film de Vincent Moon 6 Days, qui comporte des vidéos des coulisses de l'enregistrement et des interprétations de plusieurs chansons de l'album. Deux faces B Red Head Walking et Airliner, sont également incluses, ainsi qu'un livret de 64 pages.

## Réception
Accelerate a dans l'ensemble été bien accueilli par les critiques. Rolling Stone a donné à l'album quatre étoiles sur cinq, le critique David Fricke louant le son agressif du groupe : "Stipe n'avait plus sonné aussi viscéralement impliqué dans son chant et aussi poétiquement radical dans ses paroles depuis la fin de l'administration Reagan." Le NME a de la même manière salué le retour du groupe à leur son d'origine, donnant une note de 8/10 à Accelerate et concluant : "Accelerate est de très loin, le meilleur et le plus cohérent album de R.E.M. depuis le départ de Bill Berry, et fait écho de manière cruciale à l'époque où ils faisaient leur meilleure musique, même si elle n'était pas forcément celle qui s'est le plus vendue." Le critique Keith Cameron du magazine Q a écrit que contrairement à Around the Sun, "Accelerate est le son d'un groupe qui s'est fait une blague à lui-même et à nous." Cameron a décrit les trois premières chansons de l'album comme étant aussi "puissantes que la première moitié de l'album de 1986 Lifes Rich Pageant", mais a souligné que l'album souffre d'un "fléchissement au milieu qui affecte même le meilleur album de R.E.M.".
Josh Tyrangiel du Time loue la "résurgence" et les "riffs propulsifs" du guitariste Buck, mais écrit que "jamais le 14e album de R.E.M. ne génère l'ambiance morose de leurs 10 premiers ; c'est un petit peu difficile de se perdre dans quelque chose qui ne s'arrête pas assez longtemps pour que vous puissiez vous perdre." Le magazine Uncut donne à l'album trois étoiles sur cinq. Le critique John Mulvey cite la chanson I'm Gonna DJ comme "le seul faux-pas" du disque et estime qu'"Accelerate est un album simple, pragmatique, qui repose sur une vérité inconfortable : parfois, même les meilleurs groupes ont besoin de revenir sur leurs pas, au moins pour se rappeler ce à quoi ils sont vraiment bons."

## Liste des titres
| No  | Titre                           | Durée |
| --- | ------------------------------- | ----- |
| 1.  | Living Well Is the Best Revenge | 3:11  |
| 2.  | Man-Sized Wreath                | 2:32  |
| 3.  | Supernatural Superserious       | 3:23  |
| 4.  | Hollow Man                      | 2:39  |
| 5.  | Houston                         | 2:05  |
| 6.  | Accelerate                      | 3:33  |
| 7.  | Until the Day Is Done           | 4:08  |
| 8.  | Mr. Richards                    | 3:46  |
| 9.  | Sing for the Submarine          | 4:50  |
| 10. | Horse to Water                  | 2:18  |
| 11. | I'm Gonna DJ                    | 2:07  |

## Classements
| Classement (2008)                   | Meilleur classement |
| ----------------------------------- | ------------------- |
| Royaume-Uni : UK Albums Chart       | 1                   |
| Canada : Canadian Albums Chart      | 1                   |
| Danemark : Danish Albums Chart      | 1                   |
| Irlande : Irish Albums Chart        | 1                   |
| Suisse : Swiss Albums Chart         | 1                   |
| États-Unis : Billboard 200          | 2                   |
| Danemark : Dutch Albums Chart       | 2                   |
| Allemagne : German Albums Chart     | 2                   |
| Australie : Australian Albums Chart | 13                  |